# Catillaria scotinodes
Catillaria scotinodes är en lavart som först beskrevs av William Nylander och som fick sitt nu gällande namn av Brian John Coppins. 
Catillaria scotinodes ingår i släktet Catillaria och familjen Catillariaceae. Arten är reproducerande i Sverige. Inga underarter finns listade i Catalogue of Life.